# SN 1969Q
SN 1969Q – niepotwierdzona supernowa odkryta 12 czerwca 1969 roku w galaktyce NGC 4472. W momencie odkrycia miała maksymalną jasność 13,00m.